# Gizella magyar királyné
Liudolf Gizella, gyakran Bajor Gizella, Boldog Gizella (Bad Abbach, 984 körül – Passau, 1065. május 7.) bajor hercegnő, I. István magyar király felesége, ezáltal az utolsó fejedelemné és az első magyar királyné. Férje mellett a katolikus egyház támogatója, templomok, várak építtetője. Nevéhez fűződik a magyar koronázási palást elkészítése is. 1911-ben avatták boldoggá.

## Élete
II. (Civakodó) Henrik bajor herceg és Burgundi Gizella (Izabella) hercegné lánya, II. Henrik német-római császár húga, aki a magyarországi melléknevet kapta a legendairodalomban, ugyanis ő lett Vajk felesége, Magyarország fejedelemnéje, később első keresztény királynéja.
995-ben kérte meg a kezét Géza magyar fejedelem fia, István számára. 996-ban tartották német földön, a 873. szeptember 27-én felavatott kölni dómban az esküvőt, majd követte férjét új hazájába. Kíséretében több német lovag érkezett Magyarországra.
Fontos szerepet vállalt a kereszténység terjesztésében, adományokat juttatott el templomoknak, támogatta az egyházat.
Az a miseruha, amely az ő vezetésével készült, és amelyben benne van saját keze munkája is, és amit a székesfehérvári Nagyboldogasszony-bazilikának ajándékozott, később a koronázótemplommá váló bazilikában a magyar királyok koronázási palástjává lett. Ezen található István király, Imre herceg és a királyné egyetlen hiteles portréja, akiknek ez az egyetlen – hímzés formájában – fennmaradt korabeli ábrázolásuk.
Készített oltárterítőket és templomi szertartási tárgyakat is. Szent István alapító társa volt a veszprémvölgyi apácakolostortól az óbudai Szent Péter és Szent Pál-templomig.
A királyi párnak két fia született, Ottó és Imre herceg, ám csak utóbbi érte meg a felnőttkort, de egy vaddisznóvadászat során meghalt.
István halála után, Orseolo Péter, majd Aba Sámuel uralkodása alatt méltatlanul bántak vele. Aba Sámuel halála után visszatért Bajorországba, ahol a passaui Niedernburg-apácakolostorba lépett be, amelynek később főnökasszonya lett. Ennek egyik emléke Gizella királyné apátnőként használt keresztje, az úgynevezett Gizella-kereszt, amit Münchenben őriznek.

## Halála
Az apácakolostor rendfőnökasszonyaként működött 1065-ben bekövetkező haláláig. A kolostorban temették el. Sírja később népszerű zarándokhellyé vált, imádságai során használt keresztjét és csontjait később Münchenben ereklyeként őrizték.
Sírja ma is búcsújáró hely. 1975-ben saját könyörgést engedélyeztek nevére. Régóta boldogként tisztelték, hivatalosan azonban csak 1911-ben, X. Piusz pápa avatta boldoggá.

## Galéria

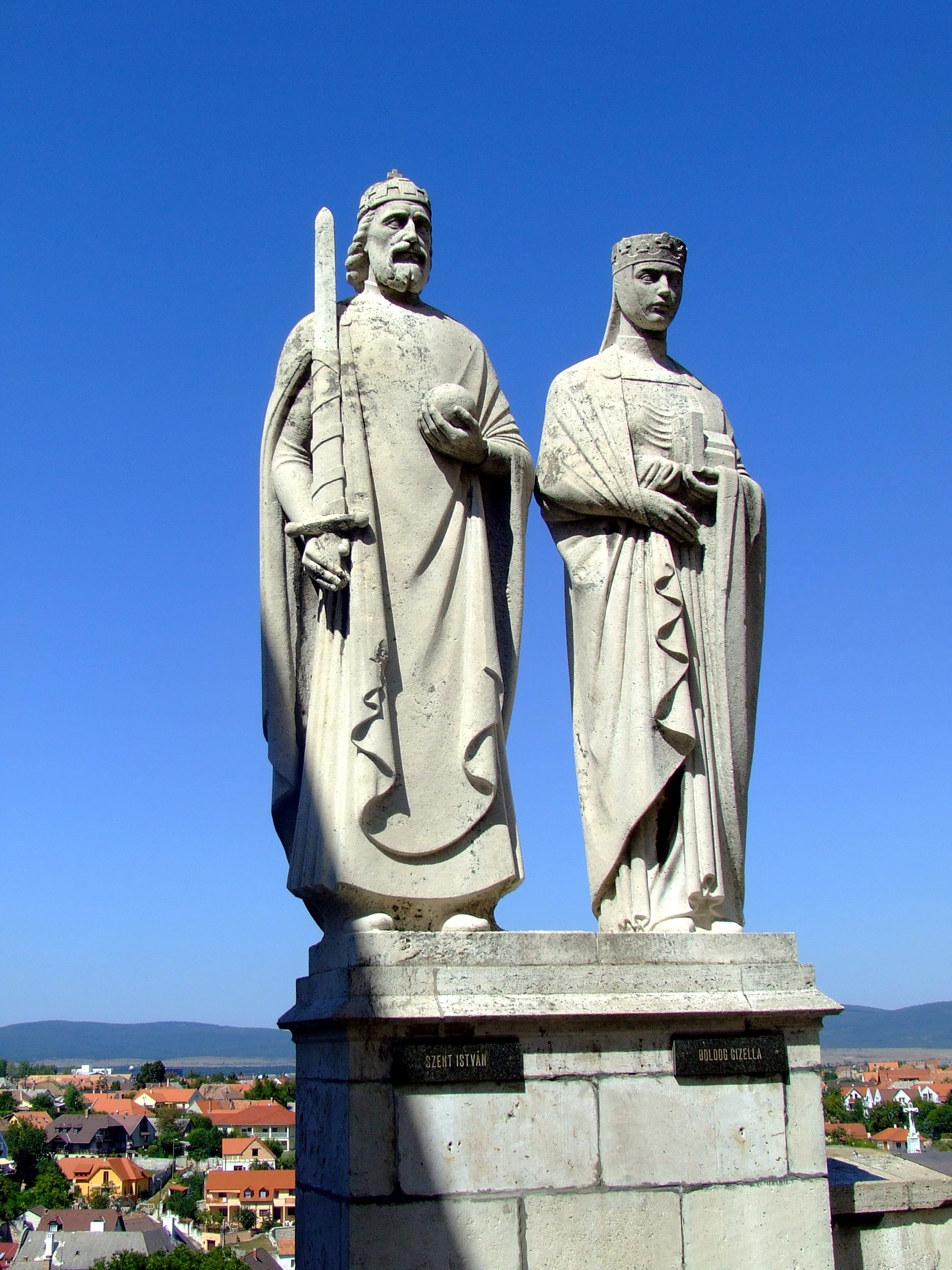
István és Gizella veszprémi szobra
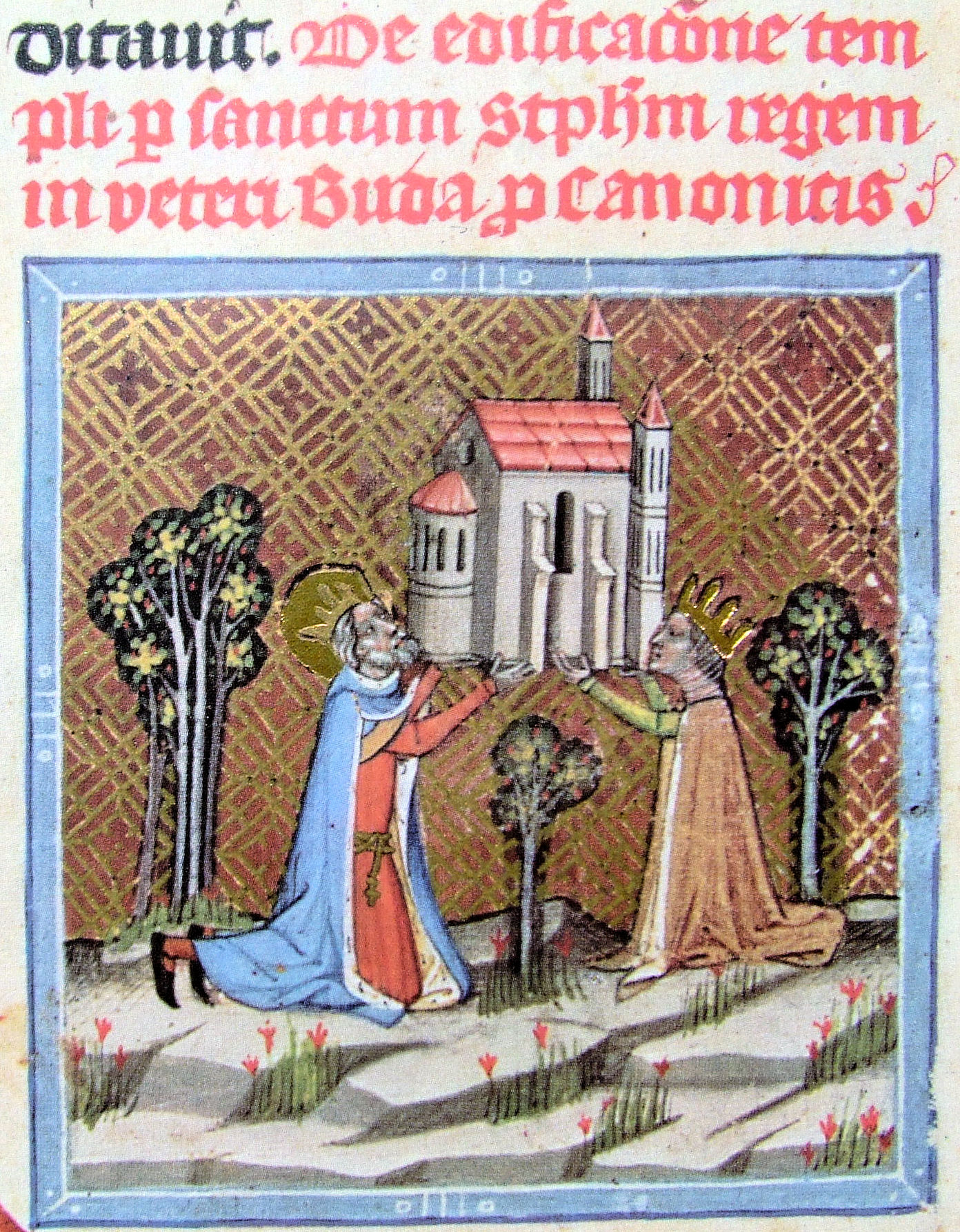
István és Gizella megalapítja Péter és Pál templomát Óbudán (Képes krónika)
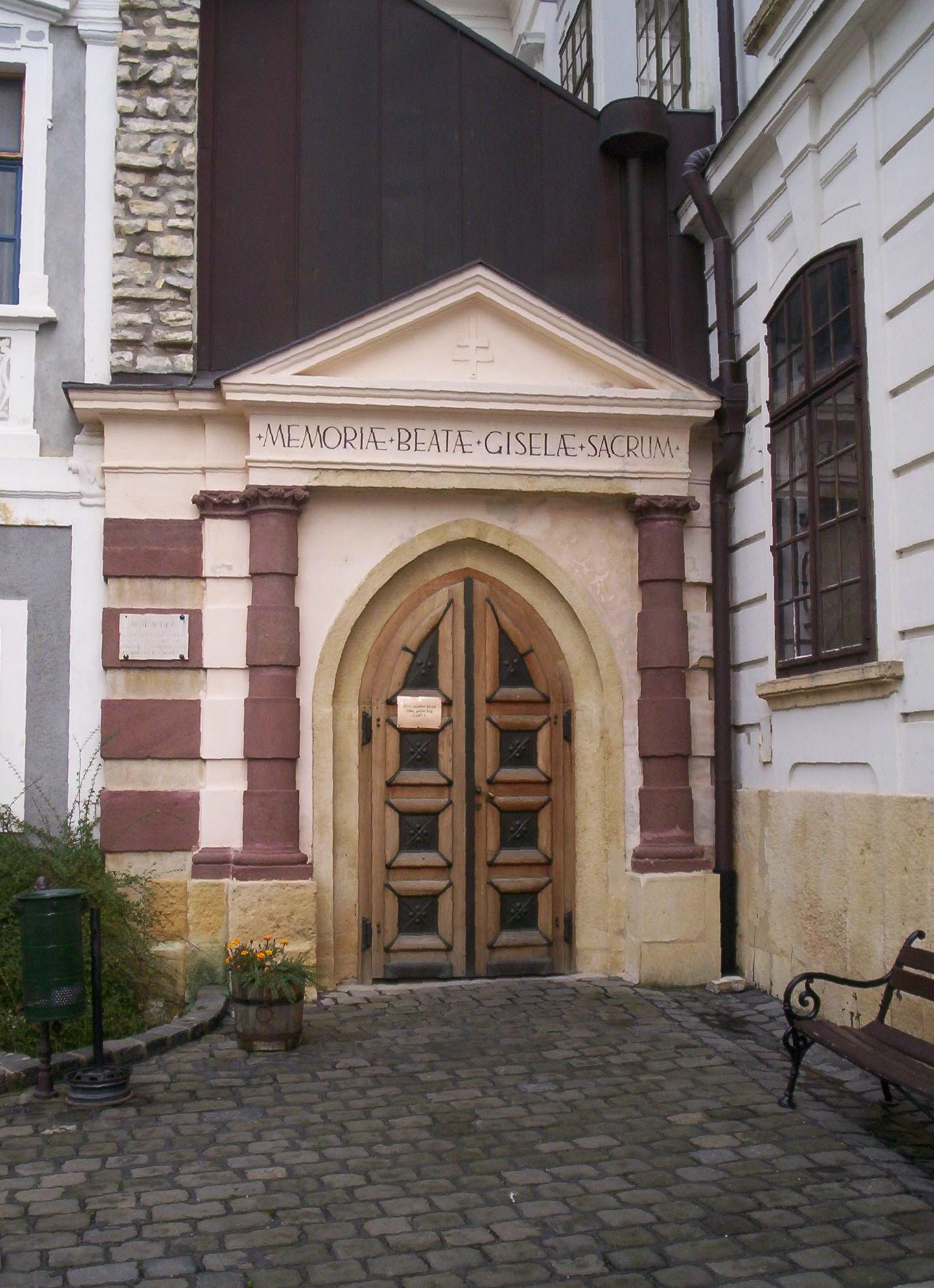
A Gizella-kápolna Veszprémben
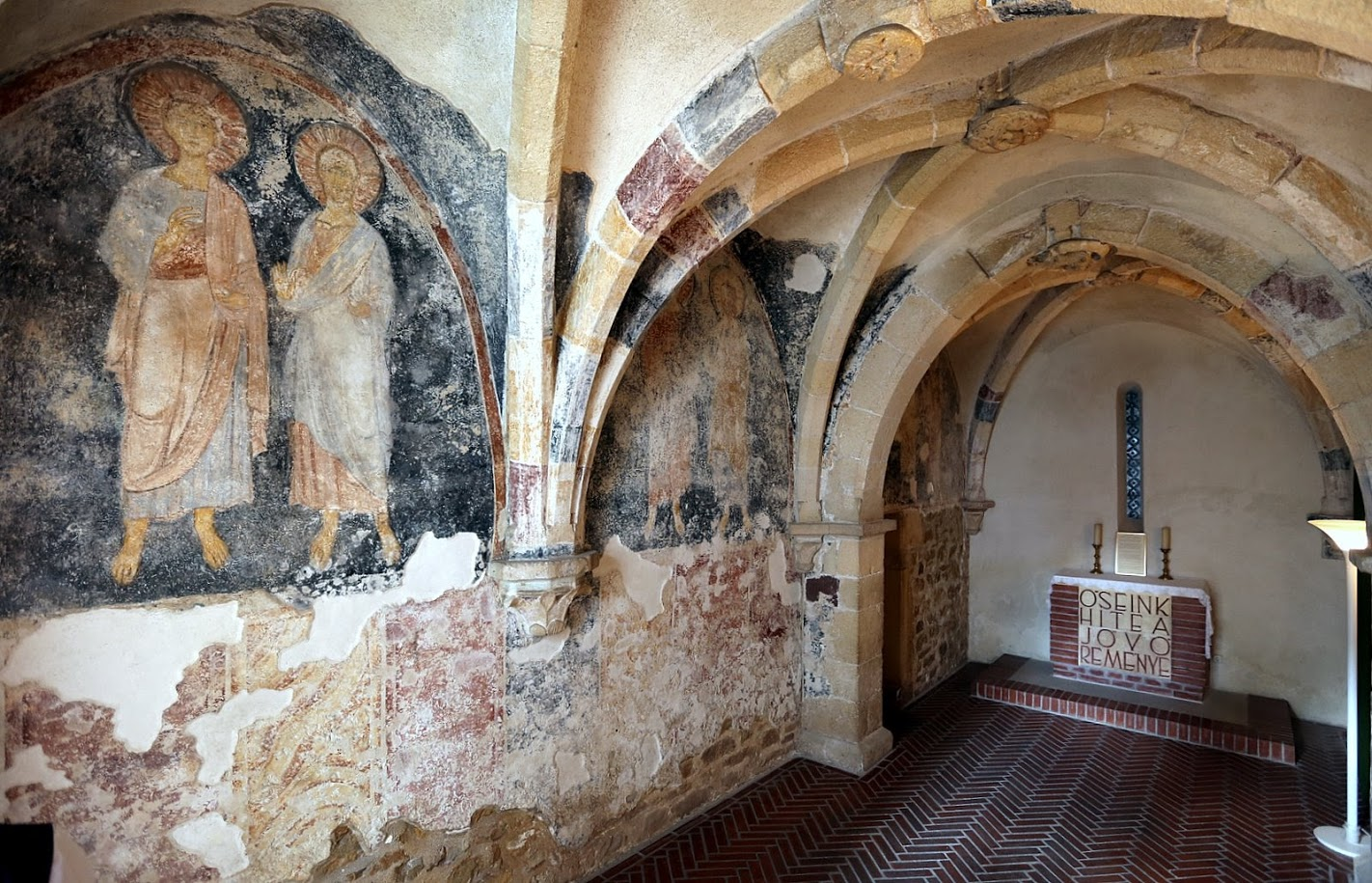
A Gizella-kápolna belülről
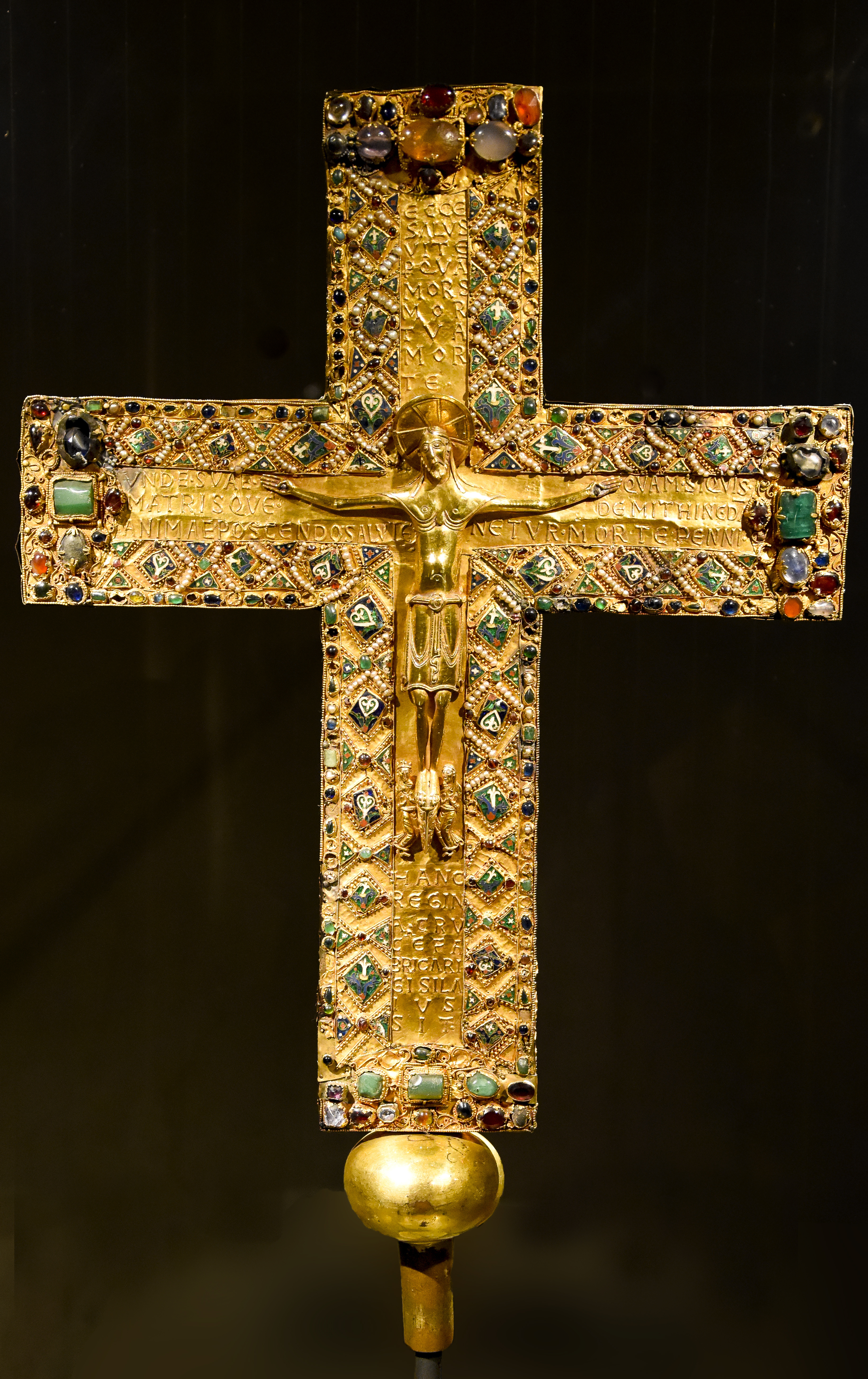
Gizella-kereszt(wd), a magyar királyné adománya a Niedermünster-kolostornak(wd) anyja halálakor
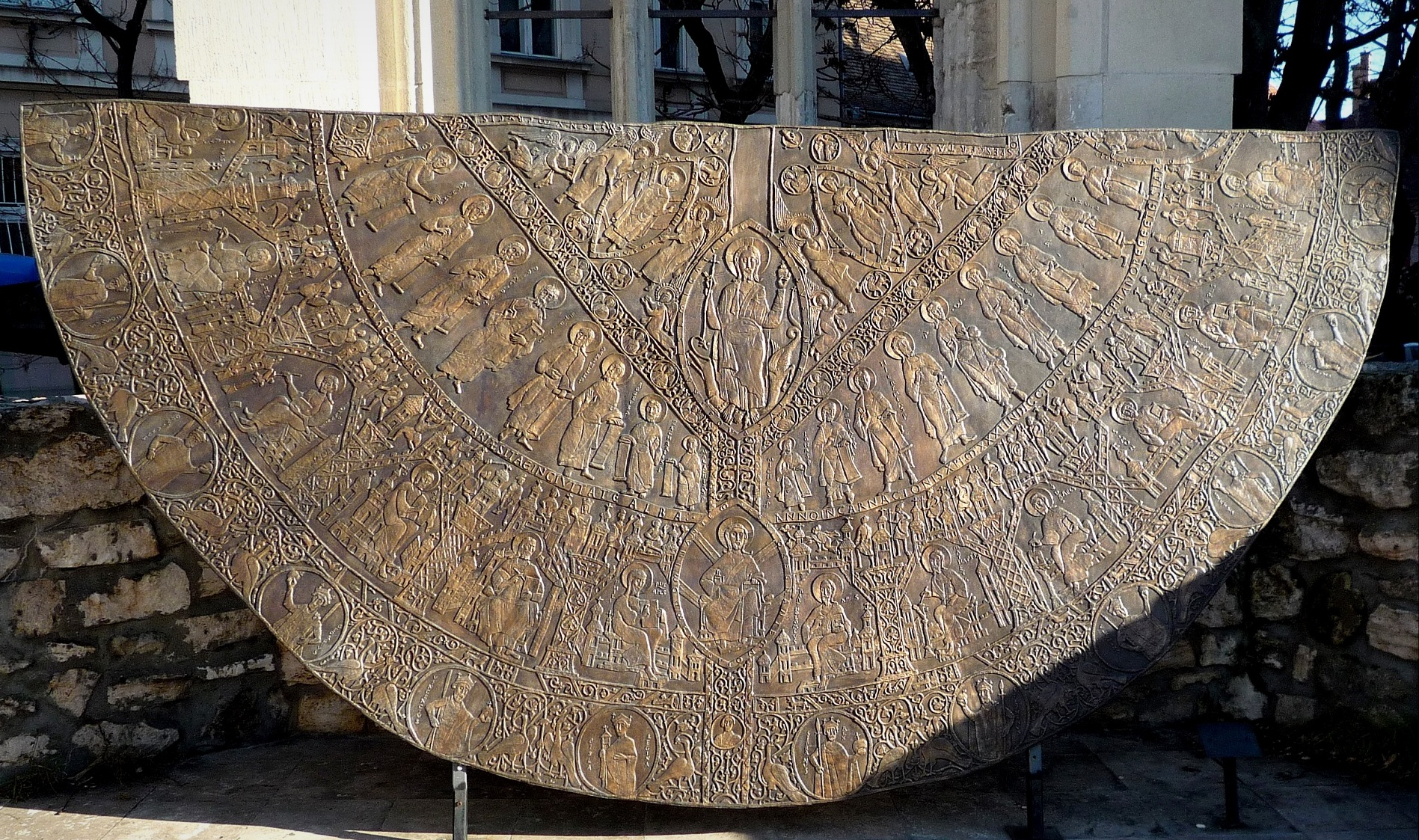
A koronázási palást bronzmásolata (Rieger Tibor, 2012)
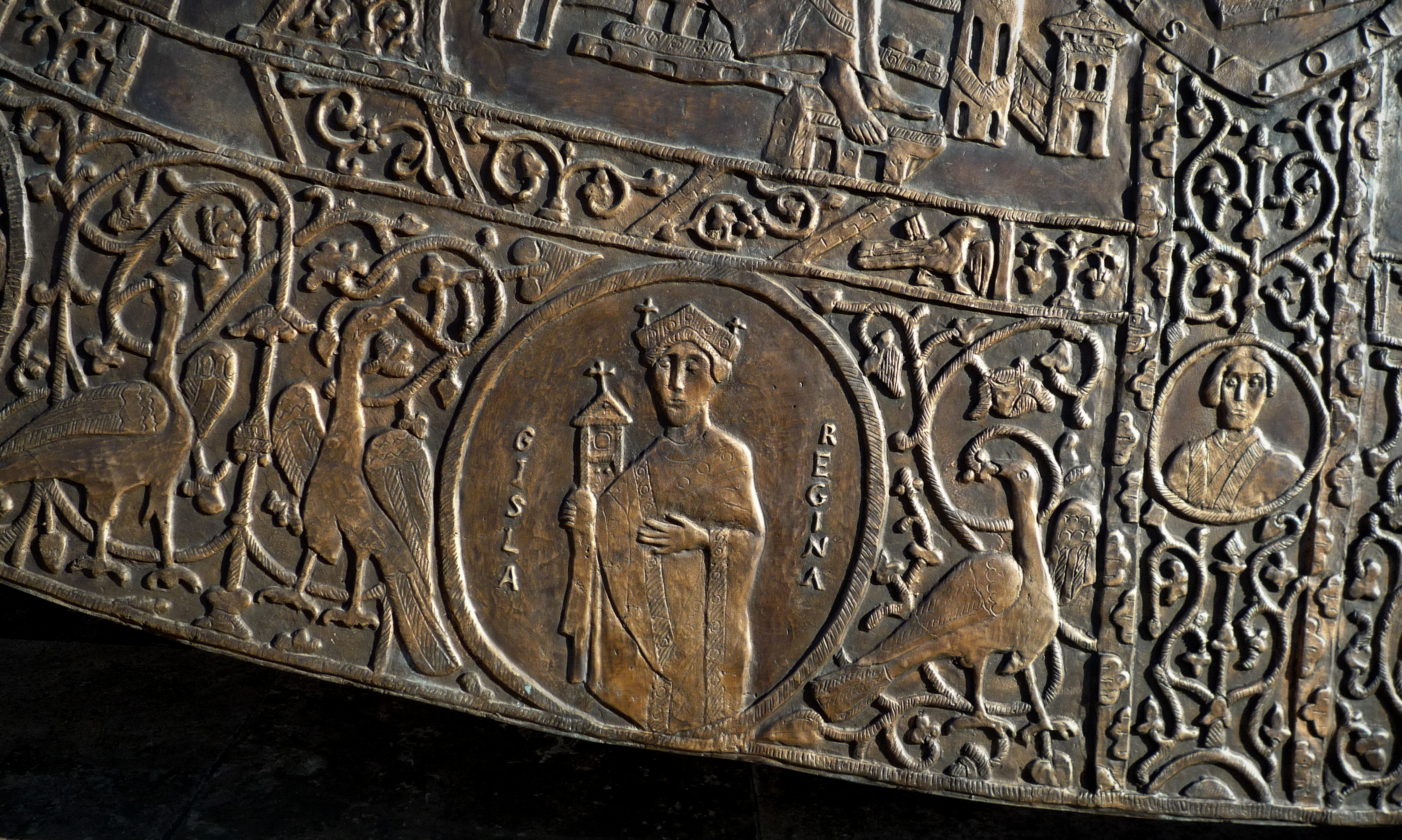
Ábrázolása a bronz palástmásolaton
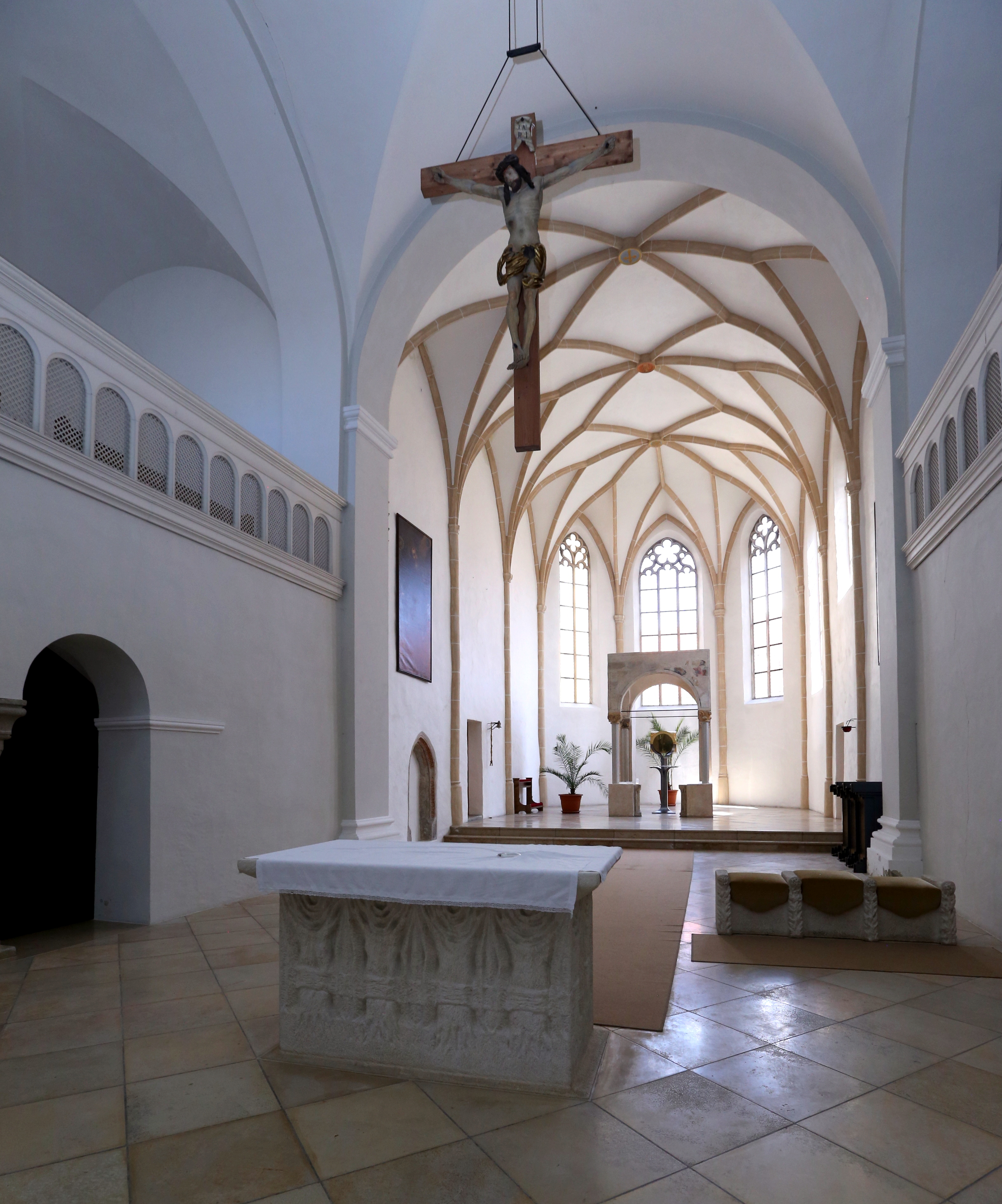
A passaui Niedernburg-kolostor temploma
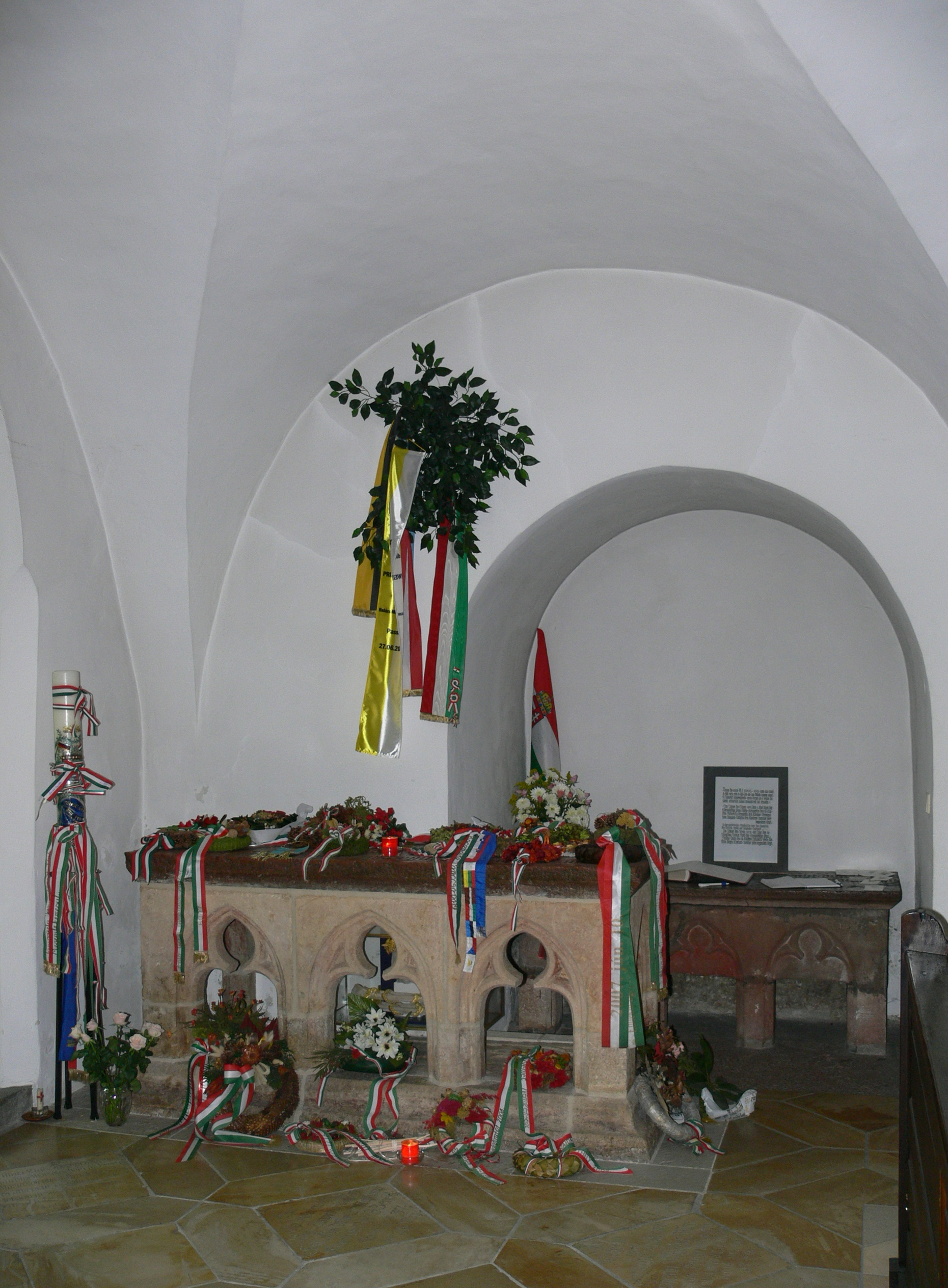
Sírja a Nidernburg-kolostorban
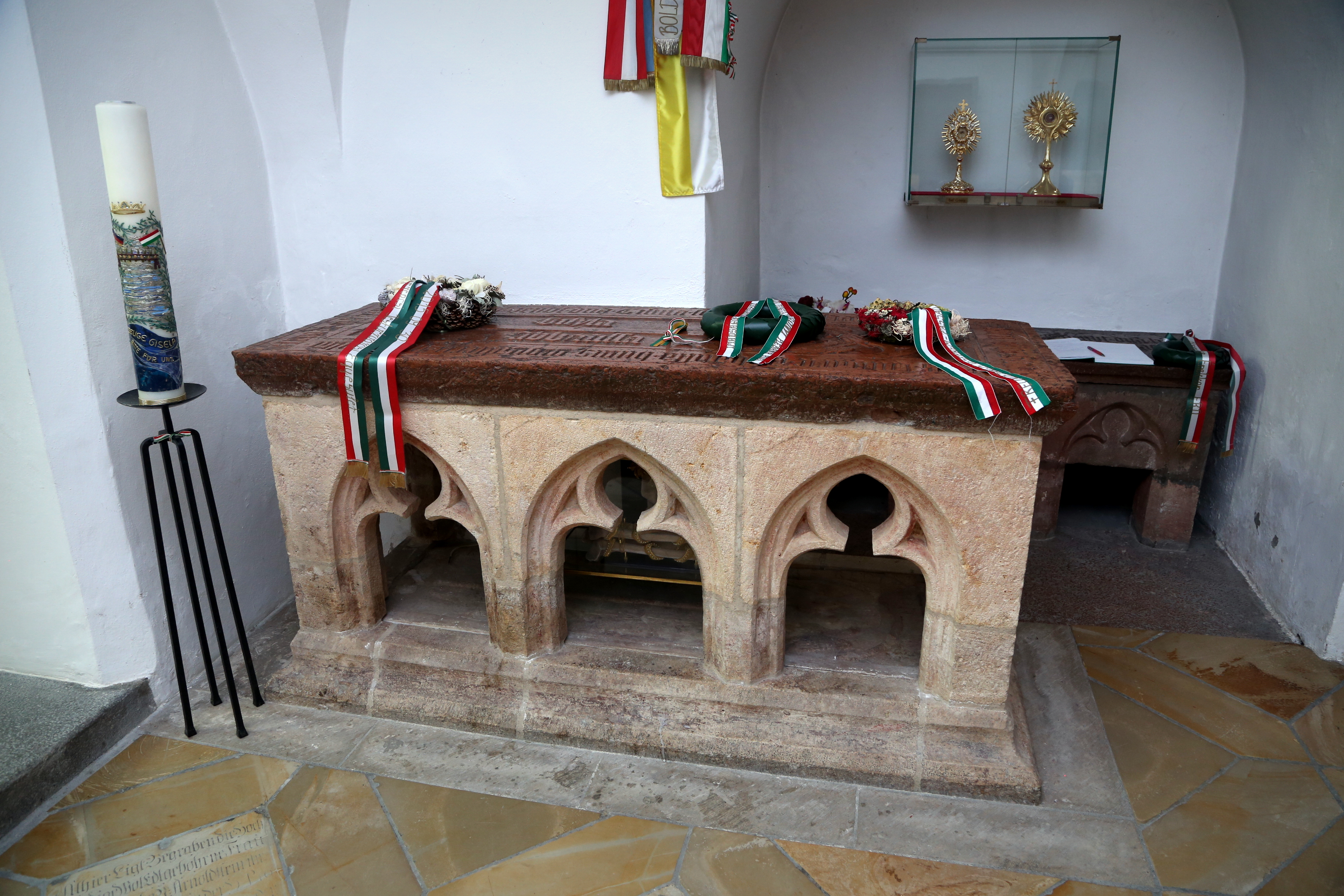
Sírja a Nidernburg-kolostorban
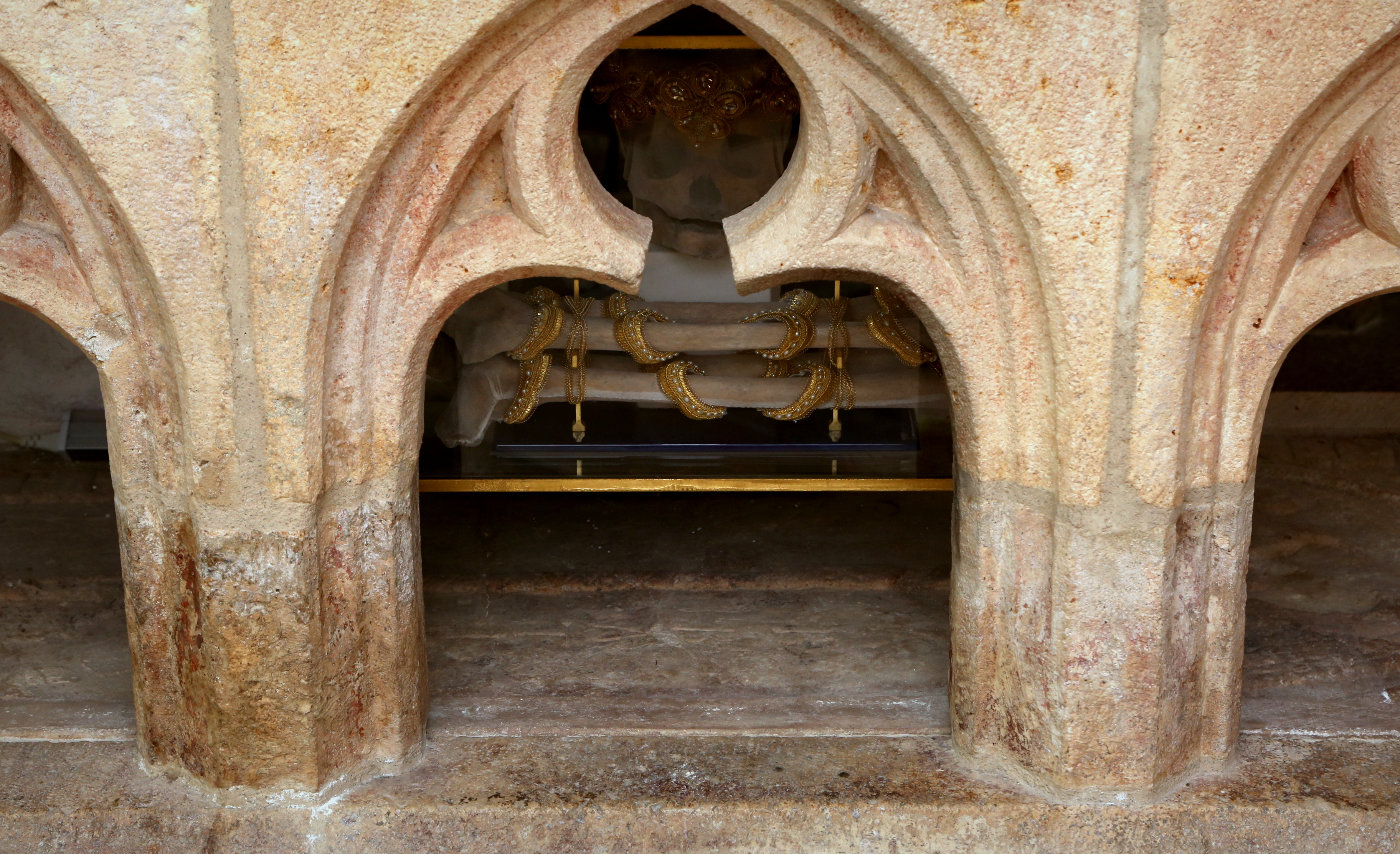
Sírja a Nidernburg-kolostorban
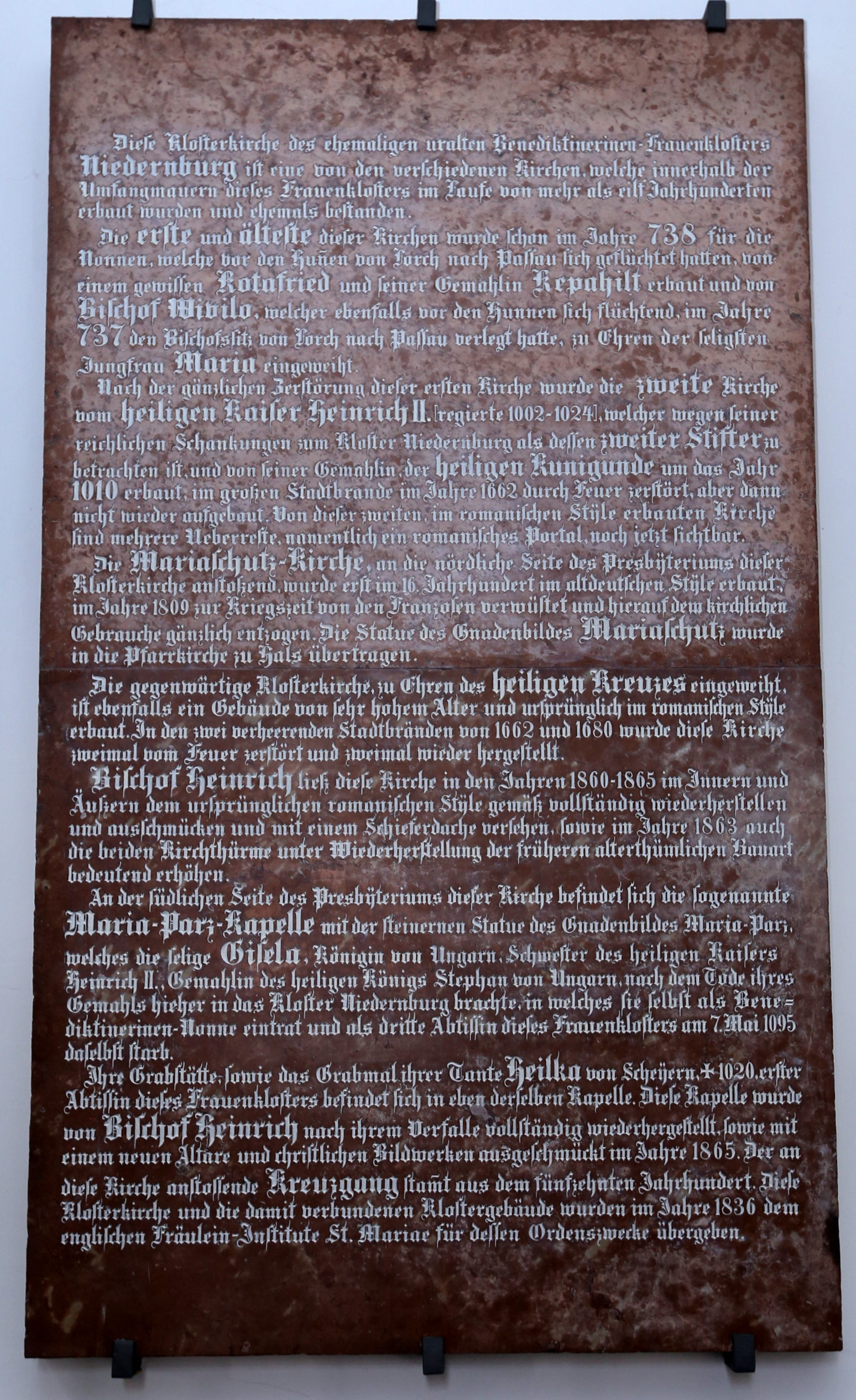
Tábla a Niedernburg-kolostor falán
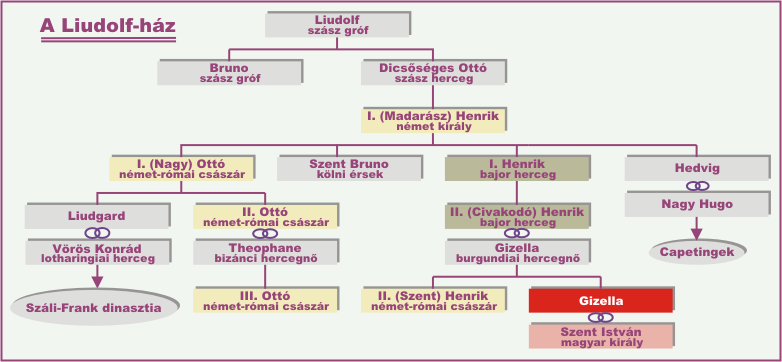
Gizella királyné családfája